# ハリー・エディソン
ハリー・“スウィーツ”・エディソン（Harry "Sweets" Edison、1915年10月10日 - 1999年7月27日）はアメリカ・オハイオ州コロンバス出身のジャズ・トランペット奏者。
名手バック・クレイトンと並び、カウント・ベイシー楽団（オールドベイシー）のトランペッターとして活躍。クレイトンとは対照的な「明るい」「甘い」サウンドが特徴で、レスター・ヤングは彼に "Sweets" の愛称を付けた。パワフルなオープントーンと、甘いミュートトーン、そして簡素で聞きやすいフレーズで有名。

## 共演者
- ベン・ウェブスター
- ジミー・フォレスト
- ジミー・ジョーンズ